# Přístav Chvaletice
Přístav Chvaletice byl vybudován v 70. letech 20. století pro přepravu uhlí do chvaletické elektrárny. Od roku 1996 se uhlí přepravuje po železnici, tím odpadlo dvojí překládání.
Součástí přístavu jsou opravny tlačných remorkérů, nyní využívané pro stavbu říčně-námořních lodí.[zdroj?]
Zde končí splavný úsek Labe. Existuje záměr po roce 2030 splavnit Labe do Pardubic.